# 沙托韦尔
沙托韦尔（法語：Châteauvert，法語發音：[ʃatovɛʁ]；含义均为“绿堡”）是法国普罗旺斯-阿尔卑斯-蓝色海岸大区瓦尔省的一个市镇，属于布里尼奥勒区。

## 地理
沙托韦尔（43°30'0"N, 6°1'33"E）面积27.52 平方千米，位于法国普罗旺斯-阿尔卑斯-蓝色海岸大区瓦尔省，该省份为法国东南部沿海省份，北起上普罗旺斯阿尔卑斯省，西北角与沃克吕兹省接壤，西接罗讷河口省，南濒地中海，东临滨海阿尔卑斯省。
与沙托韦尔接壤的市镇（或旧市镇、城区）包括：巴尔若勒、布吕-欧里亚克、科朗斯、蓬特韦斯。

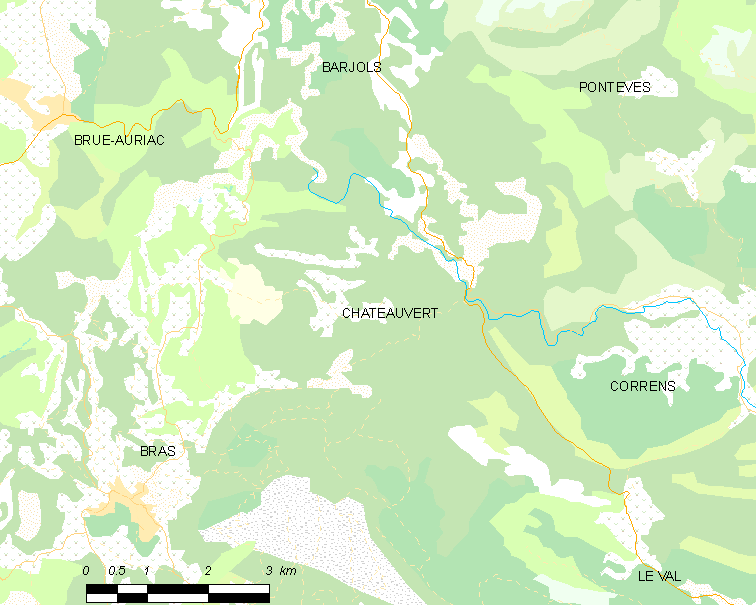
沙托韦尔的OSM定位图

沙托韦尔的时区为UTC+01:00、UTC+02:00（夏令时）。

## 行政
沙托韦尔的邮政编码为83670，INSEE市镇编码为83039。

## 政治
沙托韦尔所属的省级选区为圣马克西曼-拉圣博姆县。

## 人口

1962-2008年间沙托韦尔人口变化图示

沙托韦尔于2022年1月1日时的人口数量为144人。